# Tears Getting Sober
Tears Getting Sober è un singolo della cantante bulgara Victoria, pubblicato il 7 marzo 2020 su etichetta discografica Ostereo Limited.
Il brano era stato selezionato internamente dall'emittente radiotelevisiva BNT per rappresentare la Bulgaria all'Eurovision Song Contest 2020 prima della cancellazione dell'evento.

## Pubblicazione e composizione
Il singolo è stato scritto e composto in collaborazione con la compagnia Symphonix International da Borislav Milanov, Cornelia Wiebols, Lukas Oscar Janisch e Viktorija Georgieva, interprete del brano.
È stato pubblicato il 7 marzo 2020 dall'etichetta Ostereo Limited in formato streaming e in download digitale, accompagnato da un video musicale pubblicato sulla piattaforma YouTube.

## Descrizione
In un'intervista Borislav Milanov ha affermato di come il testo brano riguardi i disturbi mentali, in particolare nei giovani, diffondendo il messaggio che l'unico modo per superarli è combatterli. Secondo l'autore l'ispirazione è venuta durante le sessioni di scrittura, durante le quali due giovani ragazzi hanno avuto un attacco di panico.
Ten déjà vus a day

And each time I'm getting colder

Pain, I should let it go»
Dieci déjà-vu al giorno

E ogni volta divento più fredda

Dolore, dovrei lasciarlo andare»

## Video musicale
Il video musicale è stato trasmesso in anteprima sul canale YouTube dell'Eurovision Song Contest il 7 marzo 2020. È stato prodotto da Genoveva Christova e Rosen Savkov sotto la supervisione di Samuil Djoganov e Ljubo Jončev per conto di Ligna Studios e Four Elementz ed è stato girato presso lo studio Cinemotion di Sofia.

## Partecipazione all'Eurovision Song Contest
Il brano era stato selezionato dall'emittente televisiva bulgara BNT per rappresentare la Bulgaria all'Eurovision Song Contest 2020 di Rotterdam, Paesi Bassi, in occasione del ritorno della nazione balcanica alla manifestazione dopo un anno di assenza. Tuttavia in seguito alla cancellazione dell'evento, dovuta alla pandemia di COVID-19, il brano non è stato ammesso all'edizione successiva.
L'emittente europea OutTV, con sede nei Paesi Bassi, l'ha proclamata vincitrice di un sondaggio rivolto al proprio pubblico. Inoltre, prima della cancellazione dell'evento, il brano era tra i favoriti per la vittoria secondo i siti di scommesse.

## Tracce
Testi e musiche di Borislav Milanov, Cornelia Wiebols, Lukas Oscar Janisch e Viktorija Georgieva.
1. Tears Getting Sober – 3:02
2. Tears Getting Sober (versione strumentale) – 3:02

## Formazione
- Viktorija Georgieva – voce
- Magdalena Petrovich – violoncello
- Aleksander Wladigerov – flicorno soprano
- David Bronner – missaggio
- Zino Mikorey – mastering
- Vladimir Djambazov – direttore d'orchestra

## Classifiche
| Classifica (2020) | Posizione massima |
| ----------------- | ----------------- |
| Bulgaria          | 8                 |